# Burera (distrito)
Burera é um distrito da Ruanda situado na província (intara) do Norte. Segundo censo de 2012, havia 336 582 habitantes. Se subdivide em 17 setores (imirengues):
| Setor        | Nome nativo | População (2012) |
| ------------ | ----------- | ---------------- |
| Bungue       | Bungwe      | 14 774           |
| Butaro       | Butaro      | 31 520           |
| Cagogo       | Kagogo      | 19 281           |
| Cianica      | Cyanika     | 37 618           |
| Cieru        | Cyeru       | 12 783           |
| Gaunga       | Gahunga     | 25 637           |
| Gatebe       | Gatebe      | 16 556           |
| Guitovu      | Gitovu      | 10 390           |
| Nemba        | Nemba       | 18 088           |
| Quinobi      | Kinobi      | 17 523           |
| Quiniababa   | Kinyababa   | 20 802           |
| Quivuie      | Kivuye      | 15 448           |
| Rugarama     | Rugarama    | 24 014           |
| Ruguengabari | Rugengabari | 18 467           |
| Runde        | Ruhunde     | 16 975           |
| Russarabuie  | Rusarabuye  | 18 396           |
| Ruerere      | Rwerere     | 18 310           |